# 温拓思
温拓思（英語：Bill Winters, 1961年9月—）是美国银行家，渣打集团首席执行官。

## 生平
1961年出生于美国康涅狄格州，拥有美国和英国双重国籍。毕业于柯盖德大学和宾夕法尼亚大学沃顿商学院。1983年加入纽约摩根大通，1992年升任全球市场部主管常驻伦敦，2011年3月成立对冲基金Renshaw Bay，2015年5月加入渣打集团担任首席执行官。上任後渣打集團股價持續下挫，在任期間更因巨額酬金而引起股東不滿。